# Вулиця Реторика (Краків)
Вулиця Ретори́ка (пол. Ulica Retoryka)- вулиця в Кракові, розташована в дільниці I Старого міста в місцевості Нови Свят. Вона є продовженням вул.Венеції (ul.Wenecja) та вул.Гарнцарської (ul.Garncarska) та починається на перехресті з вул. Юзефа Пілсудського (ul. J. Piłsudskiego). Вона веде до вул. Звєжинецька (ul.Zwierzyniecka) та вул.Повішлє (ul.Powiśle).
Вулиця пролягає через територію колишнього маєтку, що називався Оссолінщизна або Реторика. На початку XVII століття тут був панський двір; в середині того століття родина Оссолінських заснувала тут юридику Реторика, яка була скасована в 1801 році.
Була закладена в 1883 році на західному березі річки Рудава, сучасна назва — з 1890 року. Будівництво почалося около 1887 р. спочатку на правому березі ріки. Лівий берег спочатку займали старі одноповерхові будинки, що стояли прямо на березі річки, яка у 1910–1912 роках була засипана на цій ділянці (на будинку «Сокола» при вул. Пілсудського є нагадування минулих повеней: ознака високої води від 12 липня 1902 р.). На місці закритого русла річки була створена алея, що розділяє дві вулиці.
Назва Реторика походить від юридики (фільварку), що існувала на цій території у XVII столітті.
18 лютого 2021 року краківська рада ухвалила рішення про надання фрагменту зеленої зони між проїжджими частинами вулиці між перехрестями з вул. Пілсудського та вул. Смоленськ назви «Сквер Прав Жінок» („Skwer Praw Kobiet”).

## Забудова
Забудова вулиці – це переважно кам’яниці, зведені на межі ХІХ–ХХ ст.

## Кам'яниці Тальовського
На вулиці Реторика (під номерами 1, 3, 7, 9 і 15) розташований комплекс кам'яниць, спроектований наприкінці ХІХ століття архітектором Теодором Тальовським :
- № 1 – кам’яниця під співаючою жабою, 1890 р. Будівля побудована в стилі північного ренесансу зі світлого каменю, що контрастує з цеглою. Його прикрашає встановлена на фасаді скульптура музичної жаби. Це згадка про квакання жаб, яке було чутно на околицях (річка Рудава протікала посеред вулиці) та призначення будівлі (це була музична школа) [1] .
- № 3, 1891 р.
- № 7 – Festina lente, 1887. Фасад асиметричний, виконаний з різних матеріалів. На ньому написи: Festina lente ( Поспішай повільно ) та Ars longa vita brevis ( Життя коротке, мистецтво довговічне ), а також картуш із ім’ям автора та гербом. Третій поверх був надбудований до кам’яниці в 1929 році, коли було знищено первісний портал [1] .
- № 9 – Faber est suae quisque fortunae (кам’яниця під Ослом), 1891 р. Власний будинок Тальовського. На фасаді зображена голова осла, що відсилає до напису, що закликає до наполегливого прагнення до мети (Кожен є ковалем своєї долі) [2].
- № 15 з девізом Довго думай – швидко чини, 1888 р.

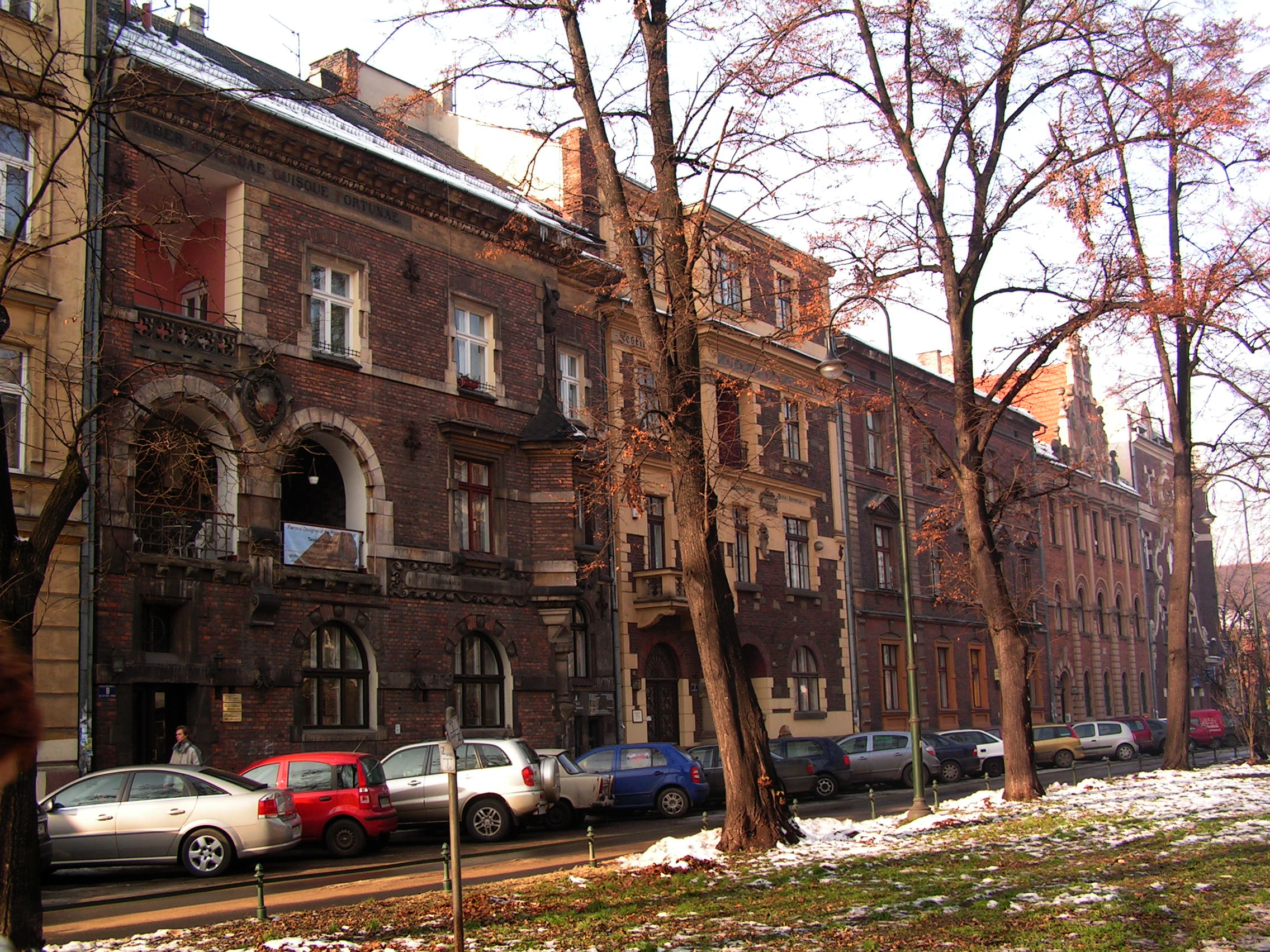
вул. Реторика від 1 до 9
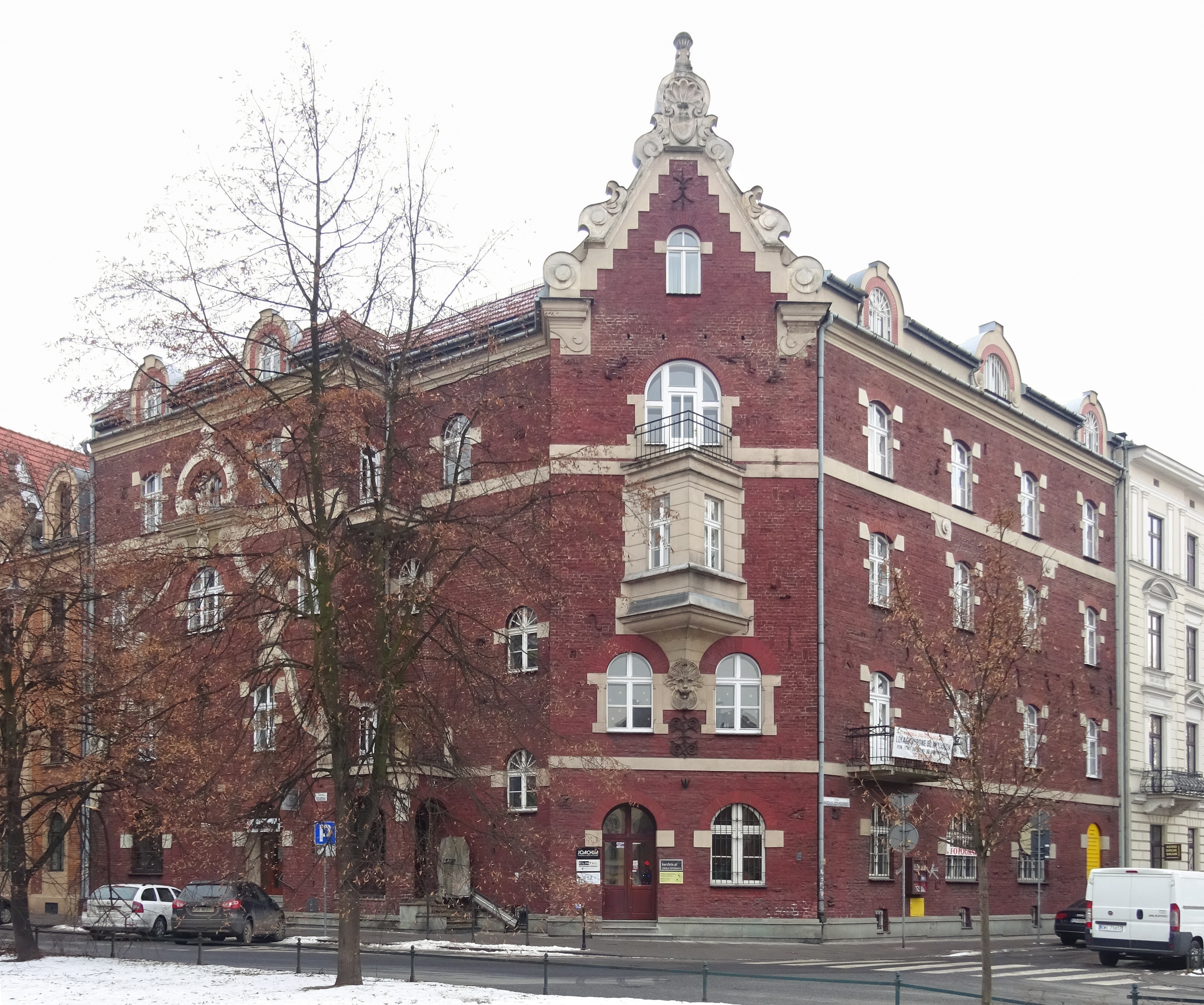
вул. Юзефа Пілсудського 26 (вул. Реторика 1) кам’яниця під співаючою жабою.
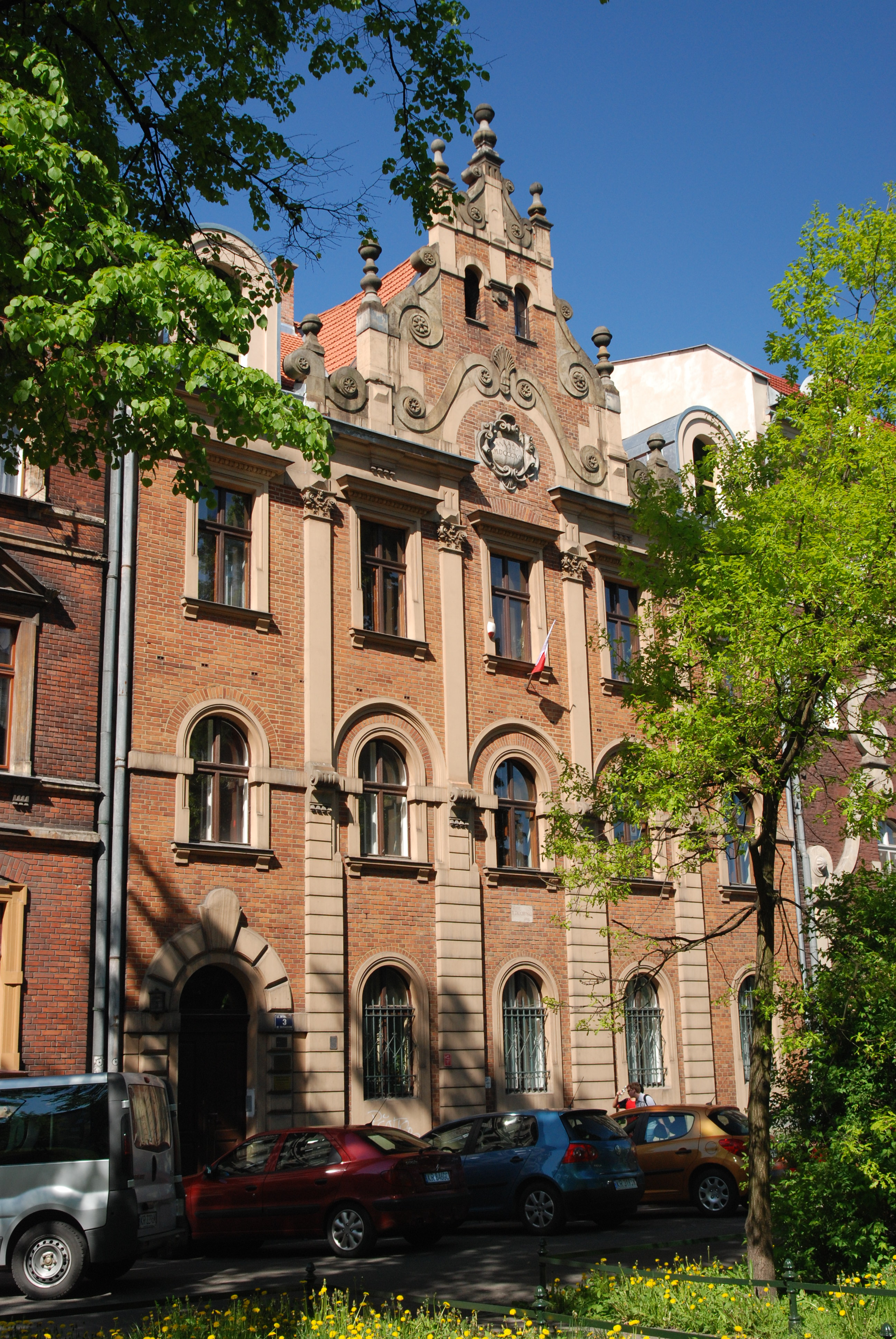
вул. Реторика 3
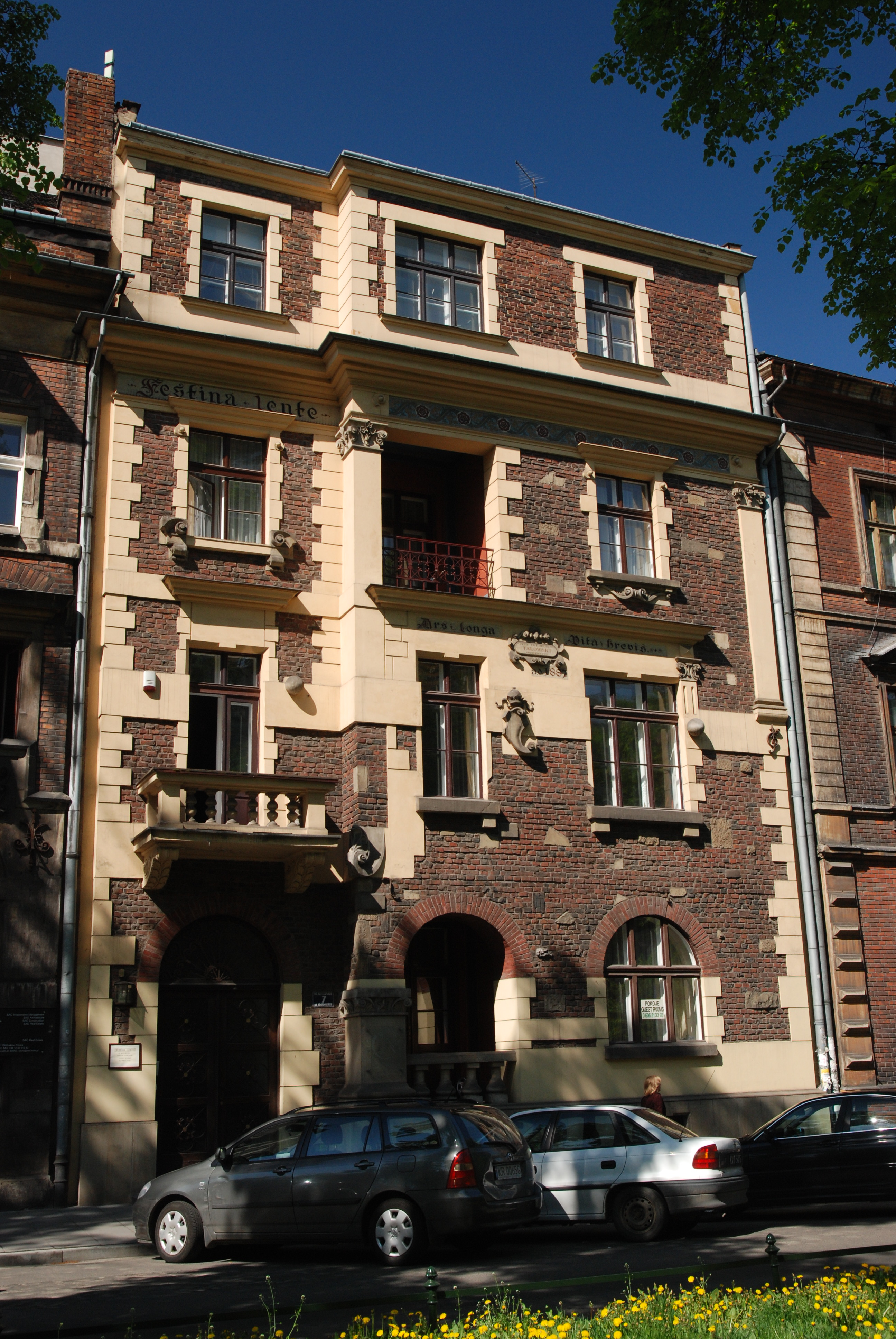
вул. Реторика 7 кам’яниця Festina lente.
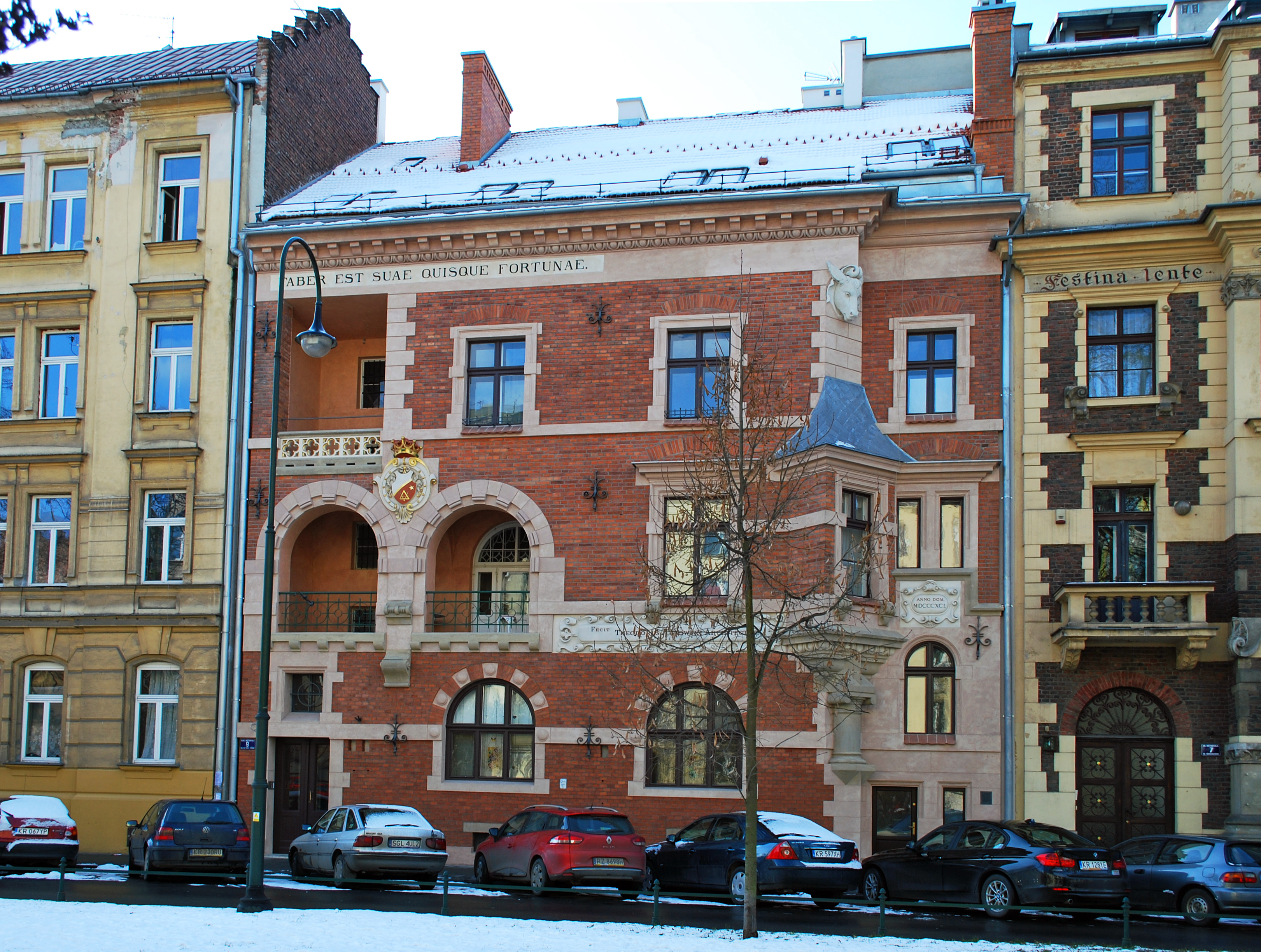
вул. Реторика 9 кам’яниця під Ослом.
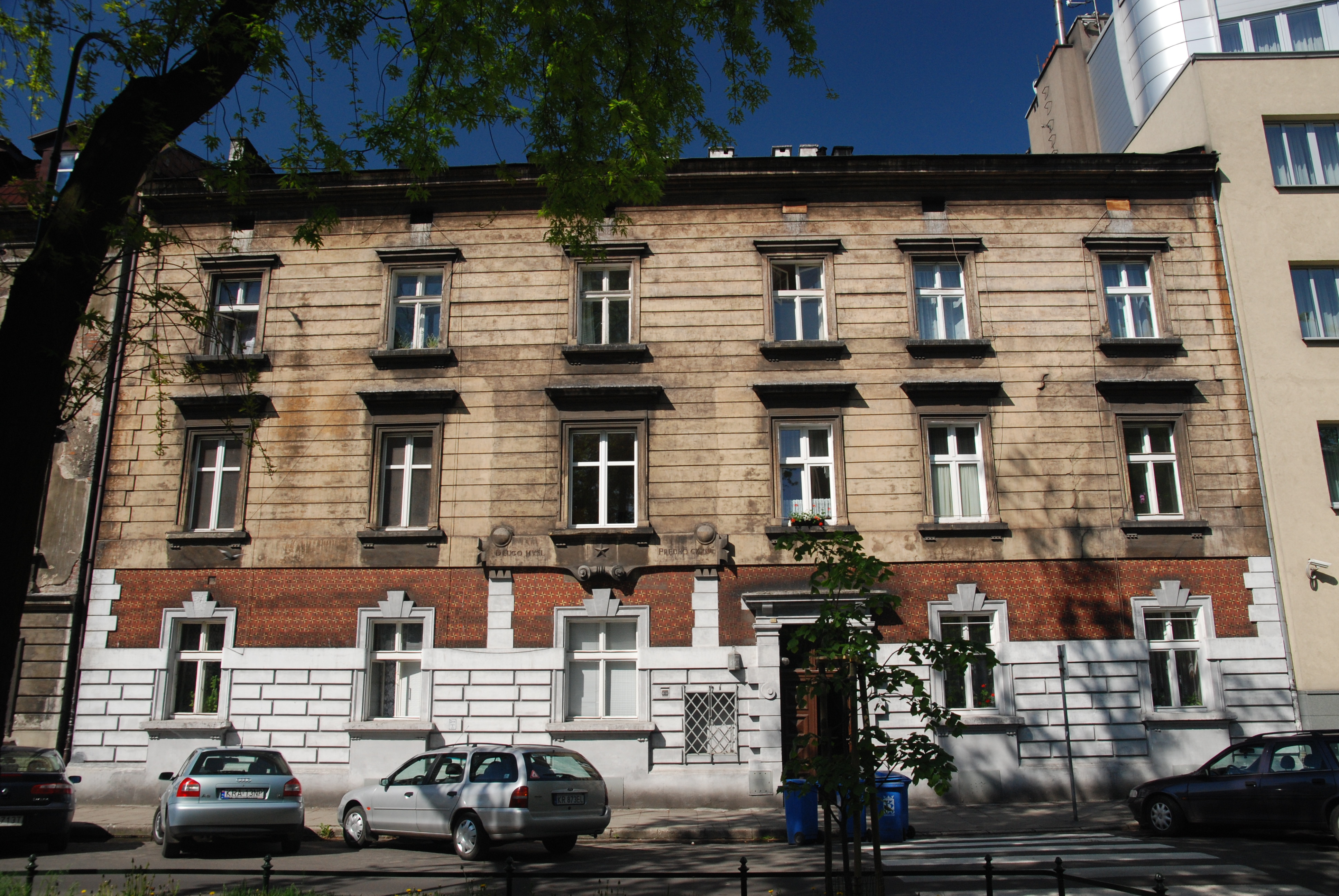
вул. Реторика 15

## Інші будинки
Крім тих будинків, на вулиці також є:
- № 4 – Будинок ста балконів 1962 року [3], проект Богдана Лісовського .
- № 10 - Єгипетський будинок, назва якого походить від фігур фараонів, яких сьогодні вже не існує, і від вхідних воріт у вигляді пілонів єгипетських храмів з дверима, вирізьбленими квітами лотоса та символами єгипетського бога Гора .
- № 16 — будинок, спроектований Вєславом Новаковським у співпраці з Мартою Пільщек [4] . Приклад архітектури пізнього постмодерну [5].

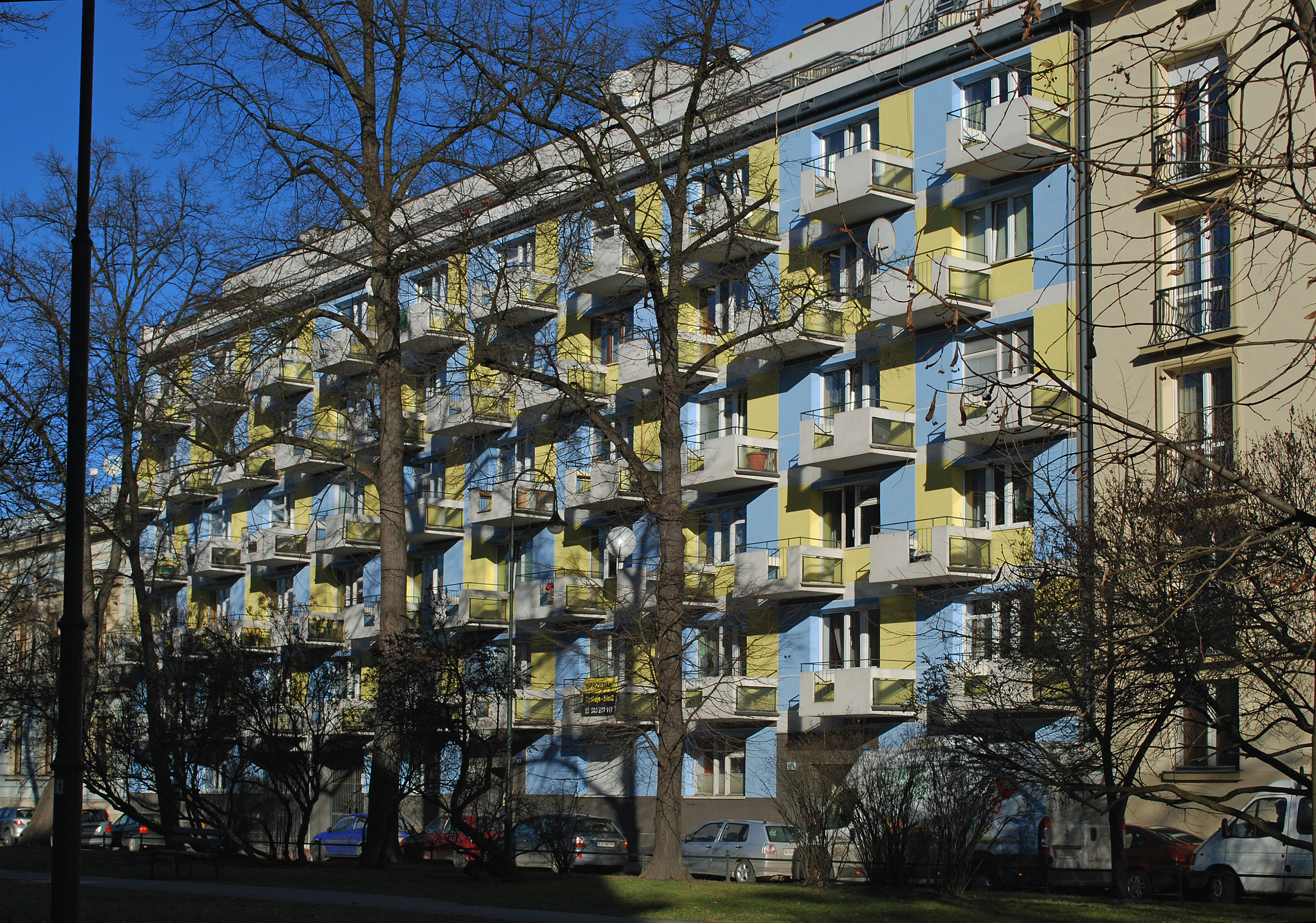
вул. Реторика 4, 4a, 4b Будинок ста балконів
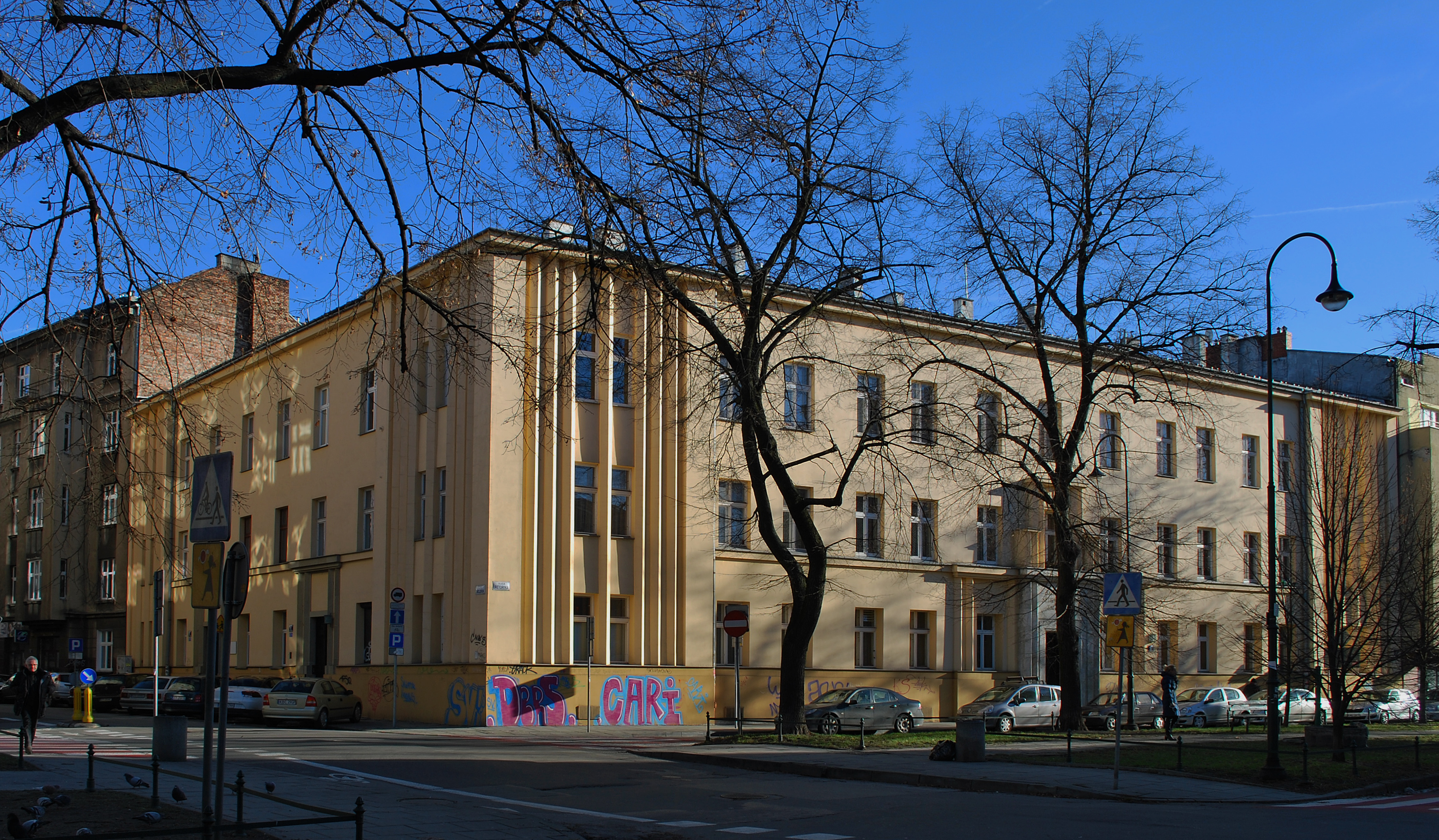
вул. Реторика 10 Єгипетський будинок
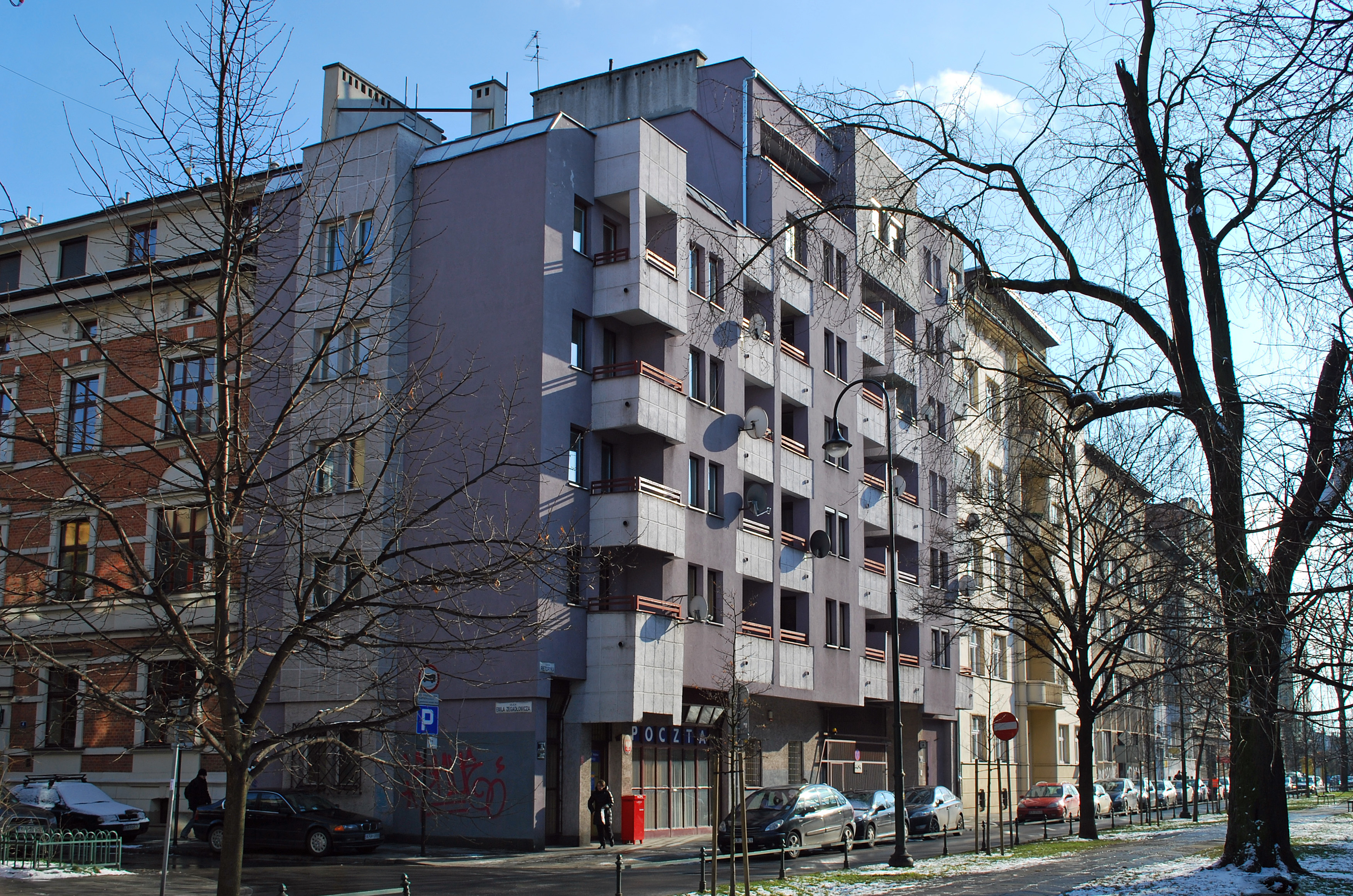
вул. Реторика 16
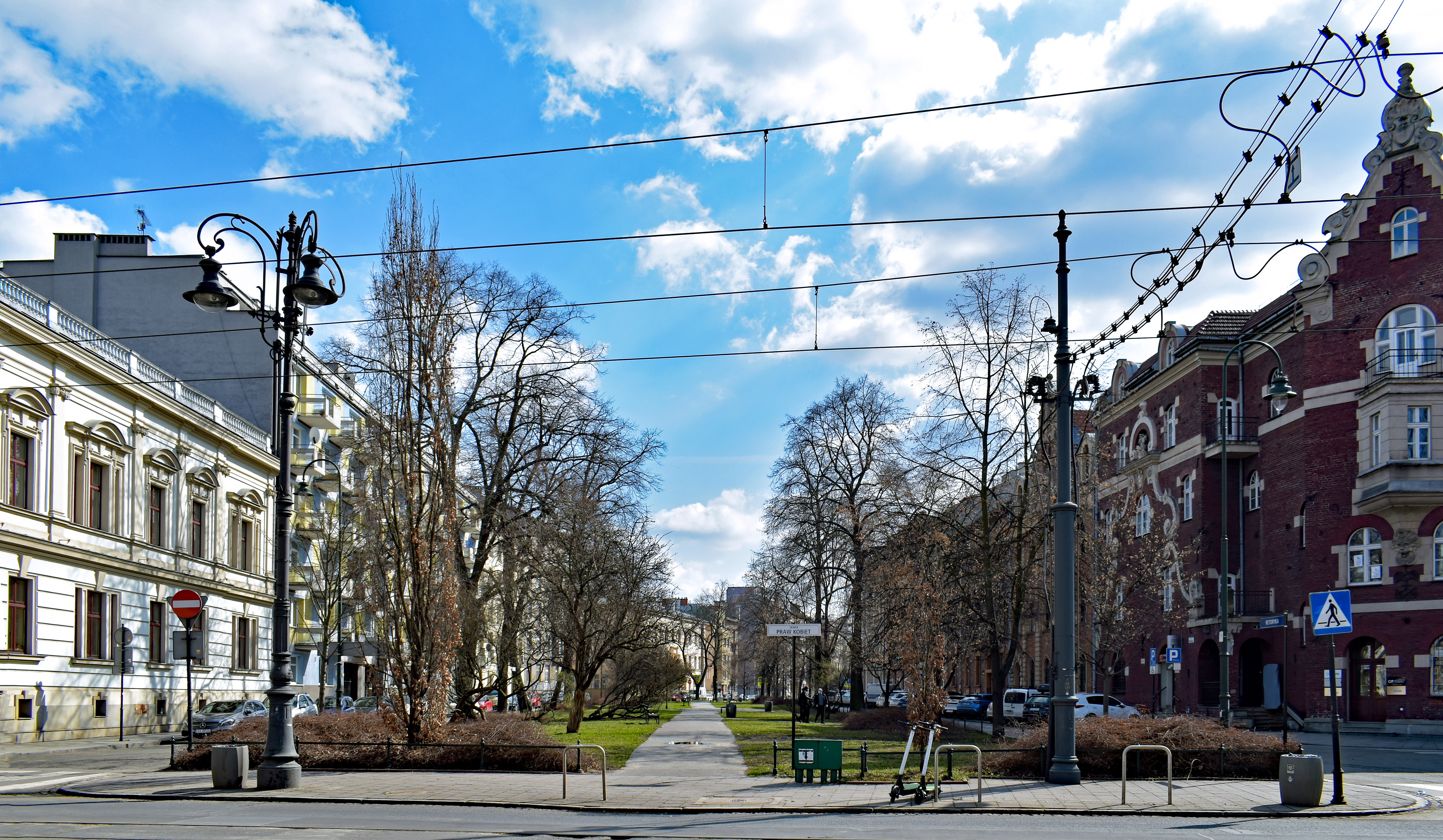
Сквер Прав Жінок.